# Diecezja Tezpur
Diecezja Tezpur – diecezja rzymskokatolicka w Indiach. Została utworzona w 1964 z terenu diecezji Shillong i Dibrugarh.

## Ordynariusze
- Oreste Marengo, S.D.B. † (1964–1969)
- Joseph Mittathany (1969–1980)
- Robert Kerketta, S.D.B. (1980–2007)
- Michael Akasius Toppo, od 2007